# Cantó de Saint-Chamond-Nord
El cantó de Saint-Chamond-Nord és un cantó francès del departament del Loira, situat al districte de Saint-Étienne. Compta amb part del municipi de Saint-Chamond.

## Municipis
- Saint-Chamond

## Història
| Data d'elecció                           | Identitat            | Partit              | Qualitat |
| ---------------------------------------- | -------------------- | ------------------- | -------- |
| 1985-1989                                | Gérard Ducarre       | RPR                 |          |
| 1989-2011                                | François Rochebloine | UDF-CDS, després NC |          |
| 2011-                                    | Hervé Reynaud        | Divers droite       |          |
| les dades anteriors no són pas conegudes |                      |                     |          |
|                                          |                      |                     |          |